# Танненберг, Богдан Богданович
Богдан Богданович Танненберг (при рождении Готфрид Вильгельм Танненберг (нем. Gottfried Wilhelm Tannenberg); 21 августа [1 сентября] 1765 или 12 сентября 1765, Москва — 7 января 1833, Москва) — российский врач, доктор медицины, действительный статский советник (1832), профессор Повивального института и главный врач Императорского Воспитательного дома в Москве.

## Биография
Родился 25 августа 1765 года в Москве, в немецкой семье. Отец — Богдан Андреевич Танненберг (при рожд. — Готфрид Танненберг (нем. Gottfried Tannenberg, 1722—1796), аптекарь. Мать — Вильгельмина Воетиус (нем. Wilhelmina Voetius). Медицинское образование получал в Гёттингенском и Берлинском университетах. По окончании первого из них был удостоен диплома доктора медицины.
В 1791 году вернулся в Россию. 5 августа 1791-го успешно выдержал экзамен при Медицинской коллегии в Санкт-Петербурге и был утверждён в звании доктора медицины с правом практиковать в России. «По надобности» был определён в Московский госпиталь, но уже в 1793-м переведён в Московский Воспитательный дом в качестве врача при больнице воспитанников и акушера при секретно-родильном госпитале. В 1800 году при Воспитательном доме учредили Повивальный институт. Спустя год, в ноябре 1801-го, Танненберг был назначен профессором при Повивальном институте, а в 1804-м, после увольнения В. М. Рихтера от чтения лекций, — старшим профессором. С 1807 года Танненберг, помимо прочего, занял должность директора и главного акушера родильного госпиталя при Воспитательном доме. В 1832-м Богдан Богданович вышел в отставку с чином действительного статского советника.
Умер 7 января 1833 года в Москве в возрасте 67 лет.

## Труды
- Краткое наставление беременным и родильницам, для сбережения своего здоровья и ожидания благополучного окончания родов, предложенное Императорского Московского воспитательного дома акушером, Повивального института при оном доме профессором, надворным советником и медицины доктором, Богданом Танненбергом. — М., 1803[2].

## Награды
- Орден Святого Владимира III степени[2].

## Семья
- Жена — Екатерина Ивановна Яниш (при рожд. Катарина Мари Яниш (нем. Katharina Marie Janisch, 1778—1858).
- Дети:
  - дочь Екатерина Вильгельмина (нем. Katharina Wilhelmina, 1795—1820);
  - дочь Елизавета (нем. Elizabeth, 1797—1875);
  - дочь Мария Доротея (нем. Marie Dorothea, 1798—1821);
  - дочь Анна Доротея (нем. Anna Dorothea, 1805—1834);
  - сын Александр (нем. Alexander, 1806—1886);
  - сын Николай (нем. Nicolas, (1809—1875);
  - дочь Натали Шарлотта (нем. Natalie Charlotte, 1815—1843);
  - сын Владимир (или Вольдемар; нем. Woldemar)[2].